# Adi Alsaid
Adi Alsaid (Ciudad de México, 30 de junio de 1987) es un escritor mexicano de origen israelí especializado en literatura juvenil. Su novela debut en inglés, Let's Get Lost (traducida como Aquello que creíamos perdido), fue nominado para el Top 10 del Young Adult Library Services Association (YALSA) en 2015. Su segunda novela, Never Always Sometimes, fue mencionada como una de las mejores obras de 2015 por la revista Kirkus Reviews.

## Biografía
Adi Alsaid es un autor y novelista mexicano, reconocido principalmente por sus obras Let's Get Lost y Never Always Sometimes. Nacido y criado en la Ciudad de México e hijo de padres israelíes, Alsaid ingresó en la Universidad de Nevada, Las Vegas, donde estudió marketing. Después de su graduación pasó varios años en Monterrey, California, antes de regresar a su país natal, donde todavía vive.
Su primera novela fue revisada por medios como Publishers Weekly, Booklist, Entertainment Weekly y The Horn Book Magazine, cosechando buenas reseñas. Ha sido llamada "entretenida y romántica" (Kirkus Reviews) y "una impresionante novela de una estrella en ascenso" (RT Book Reviews). La reseña de School Library Journal afirmó: "similar en estilo a Paper Towns de John Green, el debut de Alsaid es una joya".
Su segunda novela, Never Always Sometimes, también recibió reseñas positivas de Publishers Weekly, School Library Journal, RT Book Reviews y Common Sense Media. Booklist" elogió sus "ingeniosas bromas" y su "perfecta resonancia emocional", afirmando que "con toda la diversión de una película clásica para adolescentes, debería salir volando de los estantes".

## Obras
- Let's Get Lost (2014, Harlequin Enterprises)[1]
- Never Always Sometimes (2015, Harlequin Enterprises)
- North of Happy (2017, Harlequin Enterprises)[18]
- Brief Chronicle of Another Stupid Heartbreak (2019)